# Austria na Letnich Igrzyskach Olimpijskich 1900
Austrię na Letnich Igrzyskach Olimpijskich 1900 reprezentowało 16 zawodników, sami mężczyźni. Mimo że Austria wchodziła w skład Austro-Węgier, Austriacy i Węgrzy mieli odrębne reprezentacje, własną reprezentację wystawili również wchodzący w skład Przedlitawii Czesi.
Najmłodszym zawodnikiem był pływak, Karl Ruberl (18 lat, 312 dni), a najstarszym szermierz, Heinrich von Tenner (35 lat, 130 dni).

## Zdobyte medale

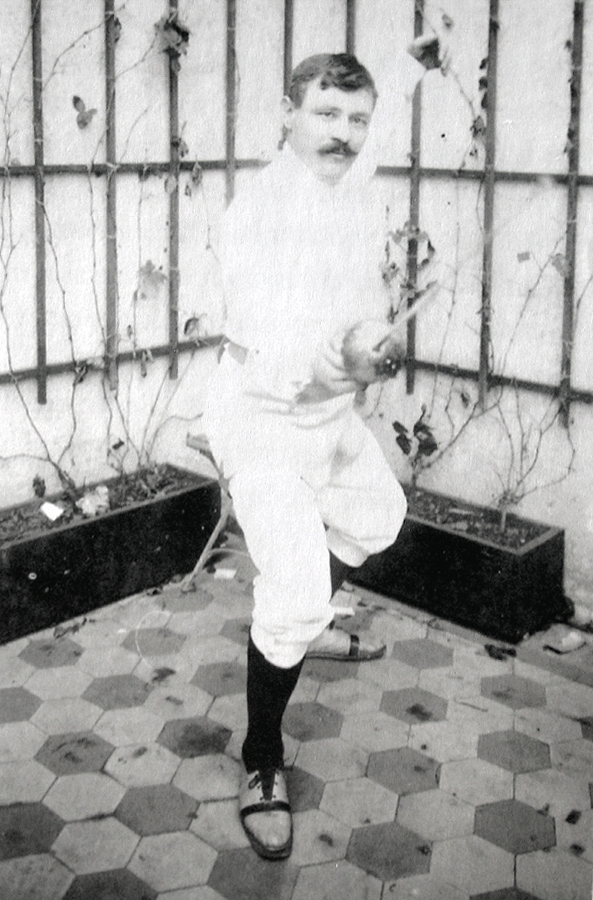
Milan Neralić, austriacki brązowy medalista, podczas igrzysk

| Medal  | Zawodnik         | Dyscyplina | Konkurencja              |
| ------ | ---------------- | ---------- | ------------------------ |
| Srebro | Otto Wahle       | Pływanie   | 1000 m stylem dowolnym   |
| Srebro | Karl Ruberl      | Pływanie   | 200 m stylem grzbietowym |
| Srebro | Otto Wahle       | Pływanie   | 200 m z przeszkodami     |
| Brąz   | Karl Ruberl      | Pływanie   | 200 m stylem dowolnym    |
| Brąz   | Siegfried Flesch | Szermierka | szabla amatorzy          |
| Brąz   | Milan Neralić    | Szermierka | szabla zawodowcy         |

## Skład reprezentacji

### Lekkoatletyka
| Konkurencja                | Miejsce | Zawodnik          | Wynik         |
| -------------------------- | ------- | ----------------- | ------------- |
| 1500 metrów                | 6.      | Hermann Wraschtil | czas nieznany |
| 2500 metrów z przeszkodami | 5.      | Hermann Wraschtil | czas nieznany |

### Jeździectwo
- Hermann Mandl
  - konkurs skoków
  - jazda konna z polowaniem
  - powożenie zaprzęgami konnymi
  - skok w dal
  - skok wzwyż
- Georges de Zogheb
  - powożenie zaprzęgami konnymi

### Szermierka
| Konkurencja      | Miejsce | Zawodnik            | Eliminacje                 | Ćwierćfinał                | Repasaż              | Półfinał         | Finał         |
| ---------------- | ------- | ------------------- | -------------------------- | -------------------------- | -------------------- | ---------------- | ------------- |
| Floret amatorzy  | 8.      | Rudolf Brosch       | Awans decyzją sędziów      | Repasaż decyzją sędziów    | Awans decyzją sędzów | 4.               | 8.            |
| Floret amatorzy  | 25.-34. | van der Stoppen     | Awans decyzją sędziów      | Eliminacja decyzją sędziów | nie awansował        | nie awansował    | nie awansował |
| Floret amatorzy  | 38.-54. | Heinrich Rischtoff  | Eliminacja decyzją sędziów | nie awansował              | nie awansował        | nie awansował    | nie awansował |
| Szabla amatorzy  | 3.      | Siegfried Flesch    | 1.-4. w grupie             | nie rozgrywano             | nie rozgrywano       | 3. półfinał A    | 3.            |
| Szabla amatorzy  | 7.      | Heinrich von Tenner | 1.-4. w grupie             | nie rozgrywano             | nie rozgrywano       | 2. półfinał B    | 7.            |
| Szabla amatorzy  | 8.      | Camillo Müller      | 1.-4. w grupie             | nie rozgrywano             | nie rozgrywano       | 2. półfinał A    | 8.            |
| Szabla amatorzy  | 9.-16.  | Harstein            | 1.-4. w grupie             | nie rozgrywano             | nie rozgrywano       | 5.-8. półfinał A | nie awansował |
| Szabla zawodowcy | 3.      | Milan Neralić       | 1.-4. w grupie             | nie rozgrywano             | nie rozgrywano       | 4. półfinał A    | 3.            |
| Szabla zawodowcy | 9.-10.  | Horvath             | 1.-4. w grupie             | nie rozgrywano             | nie rozgrywano       | 5. półfinał A    | nie awansował |

### Pływanie
| Konkurencja               | Miejsce | Zawodnik      | Półfinał       | Półfinał       | Final                 |
| Konkurencja               | Miejsce | Zawodnik      | Wynik          | Miejsce        | Final                 |
| ------------------------- | ------- | ------------- | -------------- | -------------- | --------------------- |
| 200 metrów st. dow.       | 3.      | Karl Ruberl   | 2:22,6         | 1. półfinał 5  | 2:32,0                |
| 200 metrów st. dow.       | 10.     | Otto Wahle    | 2:35.6         | 1. półfinał 1  | nie wystartował       |
| 1000 metrów st. dow.      | 2.      | Otto Wahle    | 15:27,0        | 2. półfinał 3  | 14:43,6               |
| 4000 metrów st. dow.      | 8.      | Alois Anderlé | 1:26:25,6      | 4. półfinał 1  | nie ukończył          |
| 200 metrów st. grzb.      | 2.      | Karl Ruberl   | 2:56,0         | 1. półfinał 3  | 2:56,0                |
| 200 metrów z przeszkodami | 2.      | Otto Wahle    | 2:56,0         | 1. półfinał 2  | 2:40,0                |
| 200 metrów z przeszkodami | 4.      | Karl Ruberl   | 3:06,0         | 2. półfinał 1  | 2:51,2                |
| pływanie podwodne         | 13.     | Alois Anderlé | nie rozgrywano | nie rozgrywano | 69,4 (22,4 s; 23,5 m) |